# Antheraea polyphemus
Antheraea polyphemus är en fjärilsart som beskrevs av Pieter Cramer 1775. Antheraea polyphemus ingår i släktet Antheraea och familjen påfågelsspinnare. Inga underarter finns listade i Catalogue of Life.

## Bildgalleri

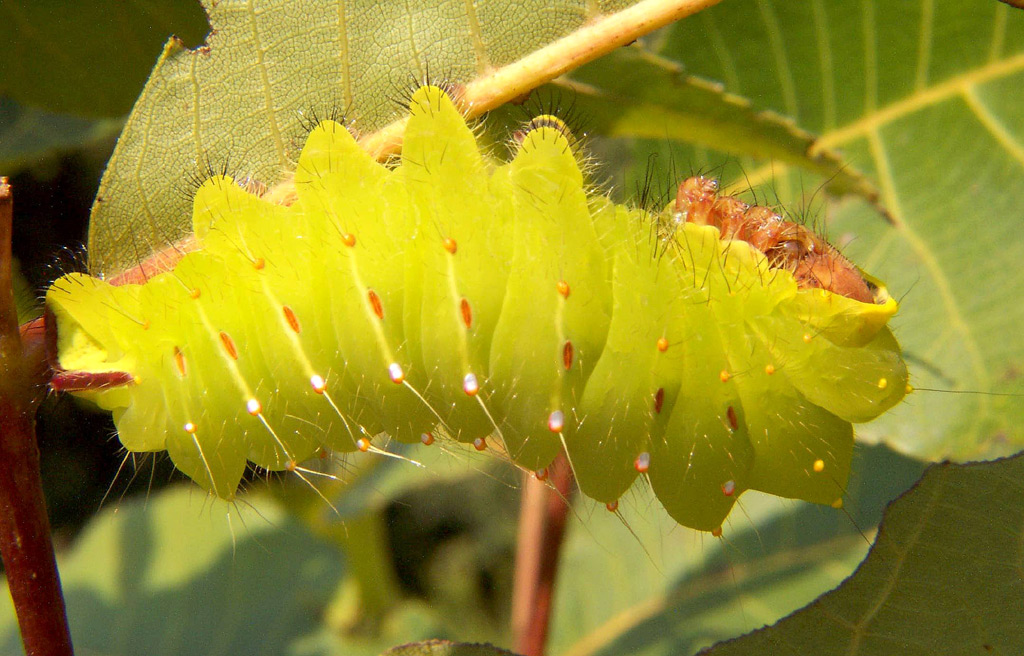
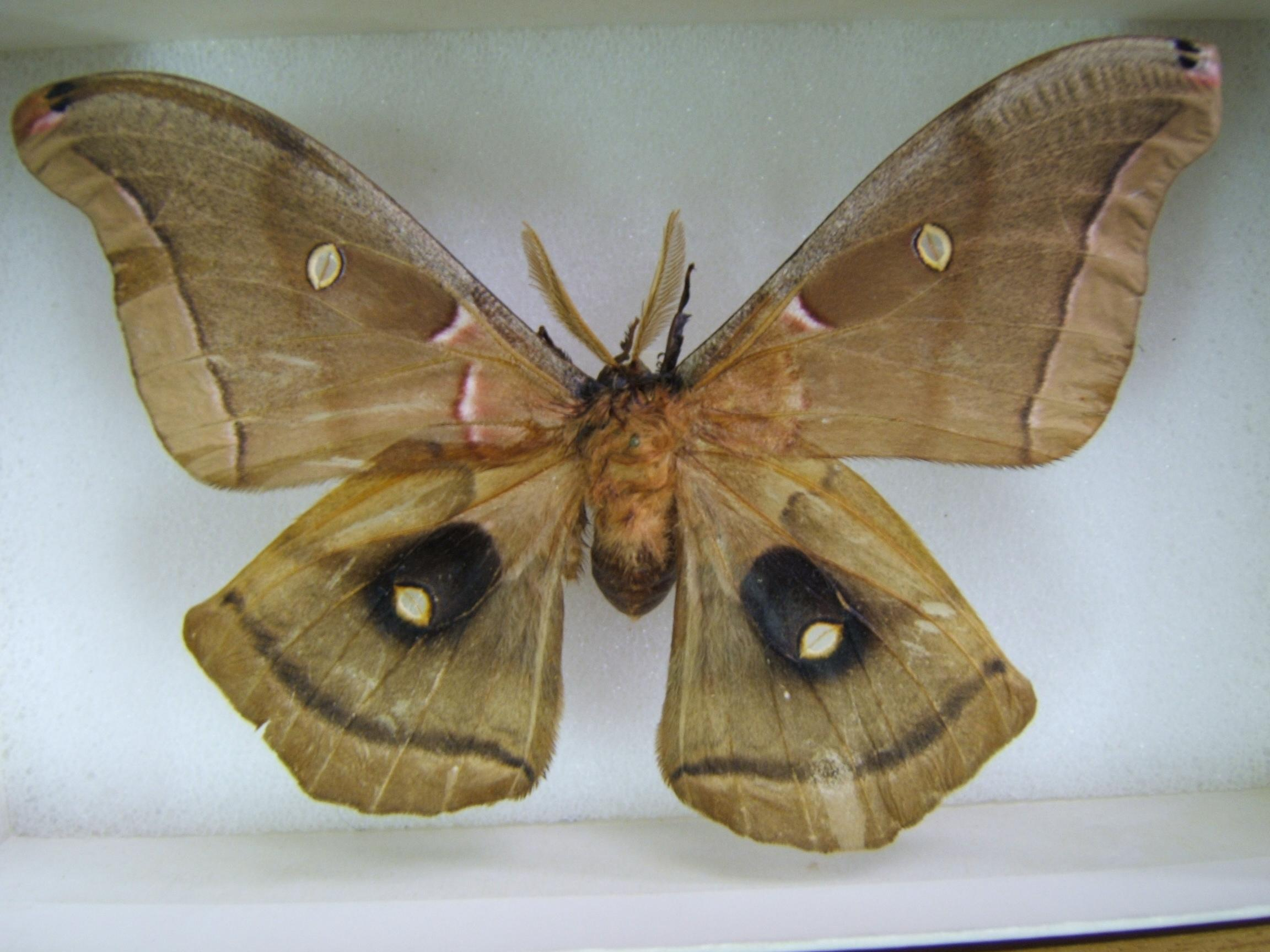
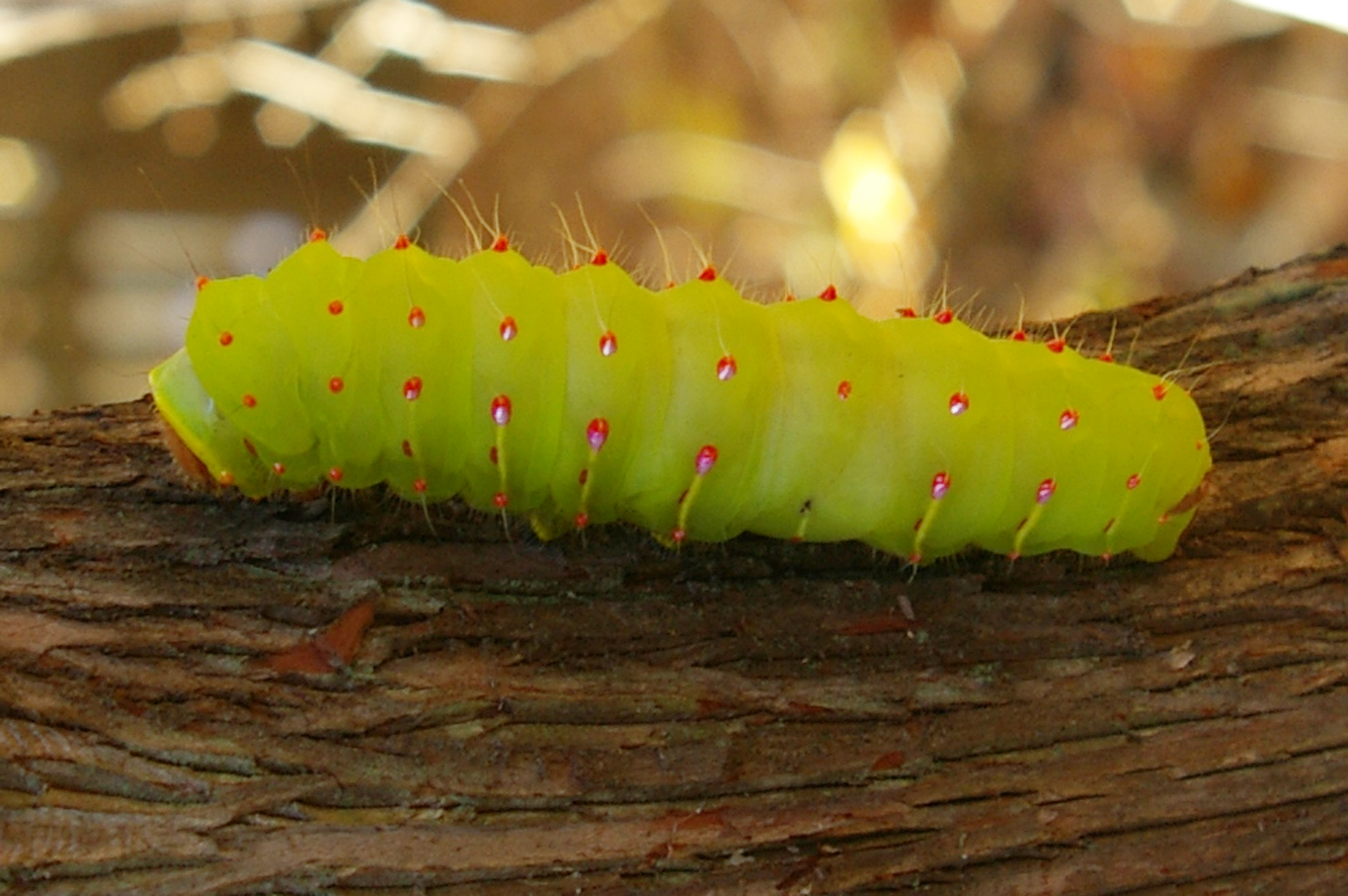
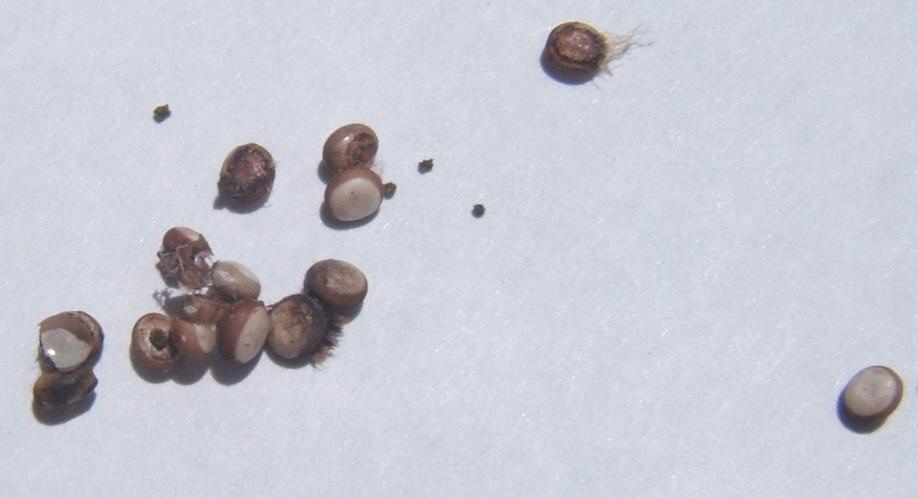
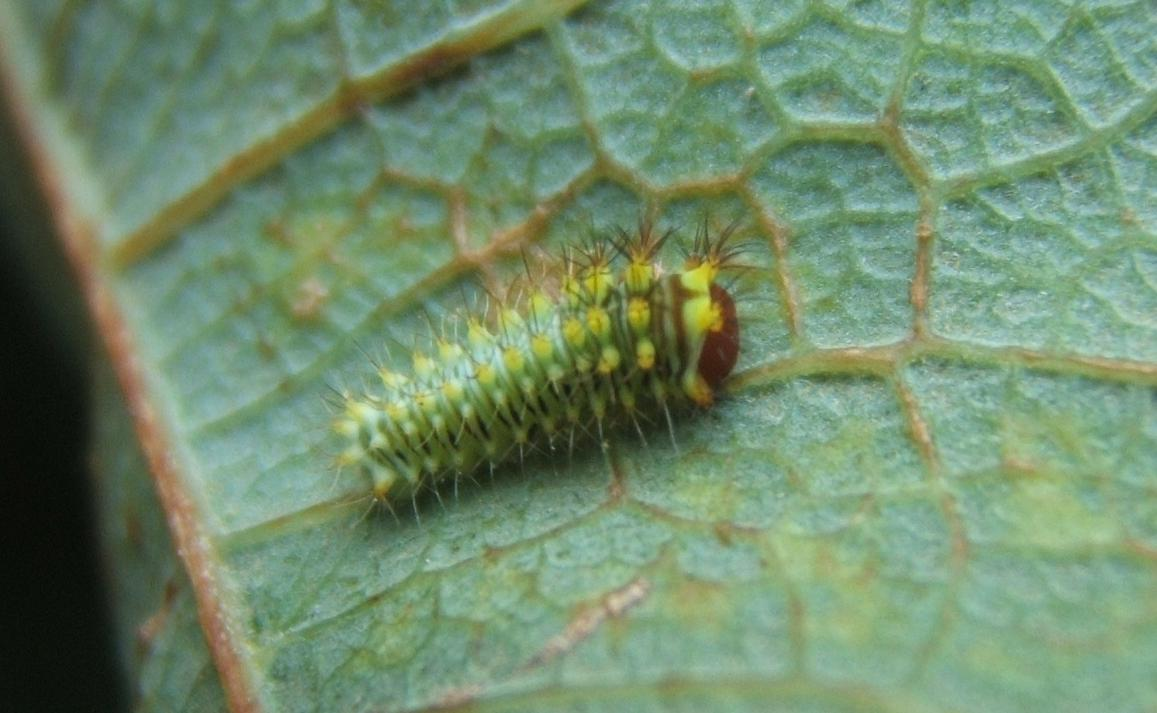
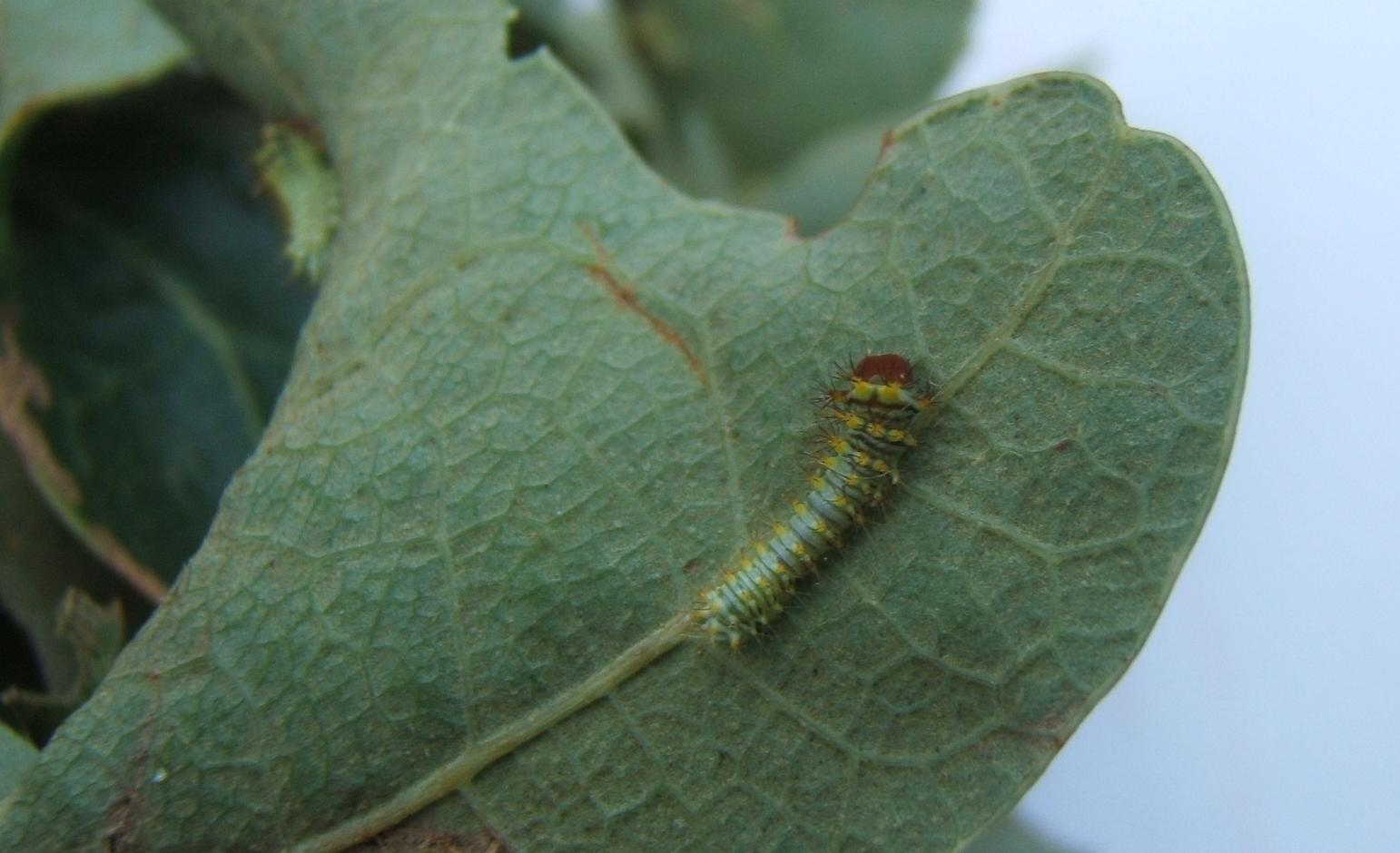